# 安藤百福
安藤百福（日语：／ Andō Momofuku，原名吳百福，1910年3月5日—2007年1月5日），臺灣裔日本人，生於日屬臺灣嘉義廳樸仔腳街(今臺灣嘉義縣朴子市)的企業家，早年曾致力於麵條改良，製成現代化快速沖泡即可方便食用的泡麵，並創辦日清食品公司，是泡麵和杯麵的發明者。

## 生平

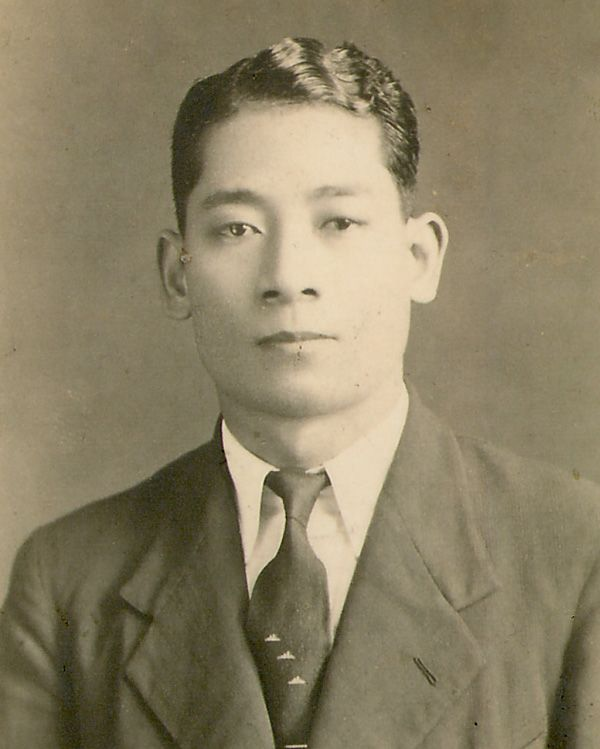
安藤百福，攝於1930年代

安藤百福，原名為吳百福，生於明治43年（1910年）日治臺灣嘉義廳樸仔腳支廳樸仔腳區樸仔腳街（今朴子市）。原為台灣嘉義人，父親是吳獅玉（又名吳阿獅）、母親是吳千綠，自幼父母雙亡。在臺南廳臺灣府城（今臺南）由經營布料批发店的祖父吳武照顧之下成長。昭和7年（1932年），22歲的安藤百福以父亲的遗产为本钱，在台北永樂町的市場经营纤维公司「东洋莫大小」。當時，處理針織品的商社稀少，安藤的事业因此得以扩大規模，昭和8年（1933年）他在大阪設立日東商會。安藤经营針織品貿易、光學機器和精密機械的製造，在公司擴大規模的期間，他同时就讀於立命館大學附屬商專的經濟科。
第二次世界大戰中的空襲炸毁了安藤的事務所和工廠，爾後日本向同盟國投降，臺灣人需在日本及中華民國之間選擇國籍，吳百福選擇中華民國國籍，1966年才以妻子安藤仁子之姓，歸化日本籍，決心放棄台灣人的身分，成為日本公民住下來。而其實在戰後不久，安藤即已經舉家到日本發展，他在日本的時候就轉換事業跑道，開始經營百貨公司和食品事業。昭和23年（1948年）設立中交總社（現在的日清食品），在大阪府南部的海岸上排列鐵板，用倒海水製造鹽的獨特方法進行製鹽事業。
在他的食品事業初期，他爲了解決當時戰後日本糧食不足而導致國民營養不良的問題，發明了以牛骨和豬骨作為材料的營養補充食品並提供給醫院使用。但好景不長，駐日盟軍總司令（GHQ）以逃稅的罪名把他逮捕，並被判處4年勞動刑並沒收所有他的名下的資產，幸好法律學者黑田覺組織辯護律師團隊爲他辯護，令他成功脫罪而釋放。
當時，厚生省（今厚生勞動省）得到了美國的援助物資—小麥粉來製造麵包，並舉行做麵包、吃麵包的獎勵運動。安藤對「吃麵包獎」表示不滿，認為既然同樣是以小麥作為原料，應該以日本的傳統麵食為獎勵，並對厚生省職員進行質詢。該職員表示，日本的供給體制尚有問題，允許以安藤自己的力量加以推廣。但當時的安藤没有充裕的資金來進行其它事業，計劃也就無疾而终。
安藤向信用合作社懇求金援并得到了同意，但此信用合作社於昭和32年（1957年）倒閉，負擔無限責任的理事長安藤被迫賣掉自己的事業償還負債，只留下了位于大阪府池田市自宅。

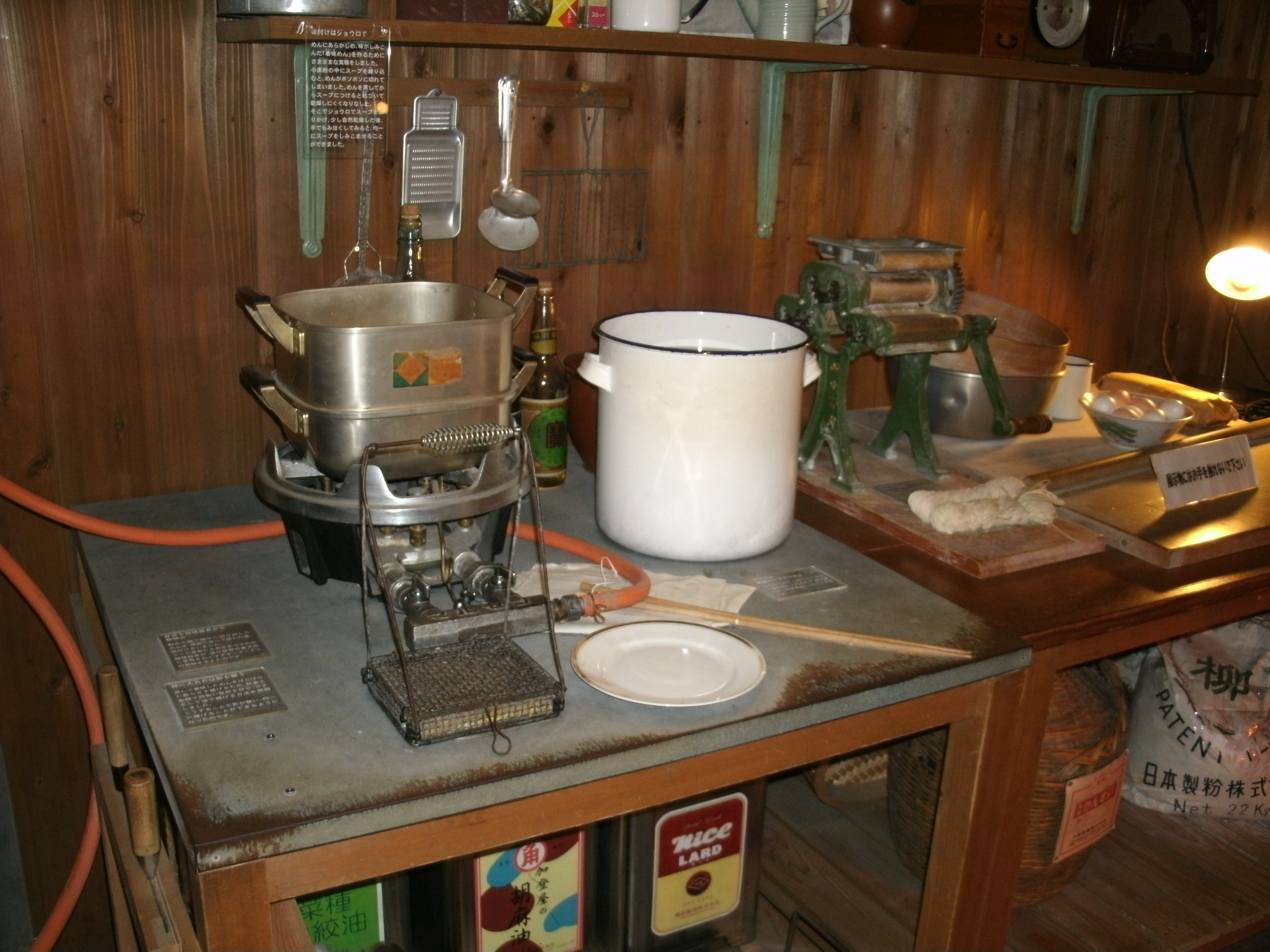
安藤百福研製即食麵所用的設備，大阪池田安藤百福發明紀念館

於昭和33年（1958年）8月25日成功批發製作雞味泡麵（チキンラーメン）產品，速食麵瞬時成為了受歡迎的商品。同年12月，變更商號為日清食品公司，公司順利擴大事業。昭和38年（1963年），日清食品在東京證券交易所及大阪證券交易所上市。
由於速食麵的廣受好評，出現大量仿製者，安藤因此致力於申請商標和專利，保持公司信用。安藤在張國文專利正式登記成功前夕（1961年8月16日）拿了2,300萬日圓買了張國文發明的泡麵製法的專利申請，相當於現在3億日圓。日清食品于昭和36年（1961年）正式登記商標，昭和37年（1962年）得到速食麵的製造專利，並對113家仿製公司發出警告。但昭和39年（1964年）安藤作出戰略調整，中止了緊抱專利壟斷的做法，改而設立日本拉麵工業協會，轉讓並公開專利，此外技術釋出後，他轉趋專注於自家的品牌經營。

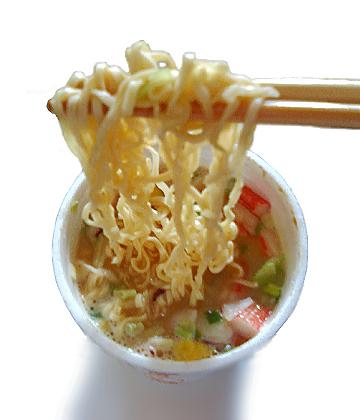
日清海鲜味杯面

安藤開始考慮將泡麵打入美國市場，但在昭和41年（1966年）赴美時，他注意到日本與美國從基本的餐具使用上便不同，於是安藤產生了用纸杯來泡麵的想法。昭和46年（1971年）9月18日，在世界首次發售纸杯麵條「日清杯裝速食麵」，雖然麵體發明者至今眾說紛紜，但他作為杯麵型態的發明人，確實打開日本以外的市場。
平成11年（1999年），為紀念安藤業績的「即食麵發明紀念館」在大阪府池田市設立。平成18年（2006年）7月28日，紀念館設立六年半後，入場者突破了100萬人。2017年更名為安藤百福發明紀念館 大阪池田。
平成17年（2005年）6月，安藤時年95歲，他以「日清食品已培育年輕經營團隊，可放心託付經營。我想在自己還有活力之時進行交棒」的理由，在6月29日卸任取締役，改任創業者會長。安藤表示，自己的健康秘訣是每週一次的高爾夫球和每日必食的雞味泡麵。
平成19年（2007年）1月5日日本時間傍晚6時40分，安藤因急性心肌梗塞，於大阪府池田市市立池田病院去世，享壽97歲。
他本身亦是日本即食食品工業協會會長、安藤體育與飲食文化振興財團理事長、漢方醫藥研究振興財團會長、世界拉麵協會會長、平成8年（1996年）成為立命館大學名譽博士。
2010年（平成22年）是安藤百福100歲冥誕、發售記念商品。
2011年9月17日，橫濱市中區的「安藤百福發明紀念館」開館。2017年更名為安藤百福發明紀念館 橫濱。
2015年3月5日，Google在首页放置涂鸦，纪念安藤诞辰105周年。
2016年7月5日，日清食品特別做了一個動畫廣告片，將安藤百福被塑造為武士的模樣以紀念安藤百福，內容大致上是安藤百福發明泡麵的過程。
安藤百福及妻子的故事被改編為2019年日本NHK電視台晨間劇《大滿腹》。

## 獲得榮譽
- 藍綬褒章（昭和52年，1977年）
- 勋二等瑞宝章（昭和57年，1982年）
- 紺綬褒章（昭和59年，1984年）
- 科學技術廳長官賞「功勞者賞」（平成4年，1992年）
- 勋二等旭日重光章（平成14年，2002年）
- 正四位（平成19年，2007年）

## 語錄
- 企業在人，成業在天。
- 企業家須有挑戰精神；沒有這種精神，就無法做出熱門商品。

## 著作
- 《食慾禮讚》（2006年，PHP研究所）
- （2005年，中央公論新社）
- 《魔法拉面发明物语 我的履歷書》（2002年，日本經濟新聞社）
- （1998年，共著：奥村彪生、安藤百福）
- （1999年，旭屋出版）
- （1992年）
- 《日本麵百景》（1991年）
- （1990年）
- （1989年）
- （1988年，講談社）
- 《安藤百福語錄》（1987年，日清食品）
- 《續 食足世平 日本之味探訪》（1987年，講談社）
- 《食足世平 日本之味探訪》（1985年，講談社）
- 《奇想天外的發想》（1983年，講談社）